# Просвітність
Просвітність (прозірність), (рос. просветность; англ. surface porosity; нім. Durchstrahlung f) — «поверхнева» пористість, яка вимірюється коефіцієнтом просвітності, що являє собою відношення площі просвітів (проходів) Fп у деякому перерізі пористого середовища до всієї площі F перерізу (площі фільтрації):
mпр = Fп / F.
Середній коефіцієнт П. для деякого об'єму пласта не залежить від вибору площини перерізу й дорівнює пористості коефіцієнту m, тобто mпр = m.